# Cord Garben
Cord Garben (* 11. Februar 1943 in Bad Homburg vor der Höhe) ist ein deutscher Pianist, Dirigent, Produzent und Arrangeur.

## Werdegang
Cord Garben studierte Schulmusik, Klavier und Dirigieren an der Staatlichen Hochschule für Musik in Hannover. Nach seinem Studium wurde er für kurze Zeit Repetitor (Vocal Coach) am Niedersächsischen Staatstheater in Hannover. 1972 wurde er bei der Deutschen Grammophon Klassikproduzent und betreute u. a. Dietrich Fischer-Dieskau, Herbert von Karajan, Arturo Benedetti Michelangeli, Mstislav Rostropovitch und ab 1984 sämtliche Opernproduktionen, für die er 7 Grammys erhielt. In dieser Zeit spielte er auch an die 60 Lied-CDs ein, mehrheitlich für classic production osnabrück, darunter die erste Gesamtaufnahme aller originalen Lied- und Balladenkompositionen von Carl Loewe. Darin sind nicht enthalten die gelegentlich als „fehlend“ angesprochenen, in Wirklichkeit von Anderen fertiggestellten Balladenfragmente sowie „Hausmannskost“, die Loewe für den Preußenkönig Wilhelm IV in Potsdam geschrieben hat (auch „Hurra-Lieder“ genannt). Für die CD des Neujahrskonzertes der Wiener Philharmoniker 1992 unter Carlos Kleiber besorgte er zusammen mit dem Dirigenten die Postproduktion (Sony).
Cord Garben ist Präsident der Johannes-Brahms-Gesellschaft Hamburg und Ehrenmitglied der Internationalen Carl-Loewe-Gesellschaft in Löbejün.
Der Brigadegeneral außer Dienst Fritz Garben ist der Bruder von Cord Garben.

## Publikationen

### Bearbeitungen (Auswahl)
- Franz Schubert: Concerto arpeggione für Violoncello und Orchester nach der Cello-Sonate. Sikorski.
- Johannes Brahms: Cellokonzert nach dem Doppel-Konzert op. 102. Peters.
- Johannes Brahms: Adagio aus dem Violinkonzert (Ob., Klav.) und Andante aus dem 2. Klavier-Konzert B-Dur (Vc., Klav.) Sikorski.
- Felix Mendelssohn Bartholdy: Klavier-Konzerte g-Moll und d-Moll als Quintett (mit Streichquartett); 6 Lieder ohne Worte für Klavier-Trio. Sikorski.
- Richard Wagner / Engelbert Humperdinck: Hauptszenen aus dem „Parsifal“ in Humperdincks Fassung für Kammerorchester, vom Autograph übertragen und für den Konzertgebrauch eingerichtet.  Eigenverlag.
- Wagner: Der Ring des Nibelungen. Für das Teatro Colón, Buenos Aires auf die Spieldauer von 7 Std. gekürzte Fassung. UA 2012. Eigenverlag.

### CDs
als Pianist:
- Carl Loewe: Lieder & Balladen (Complete Edition), Vol. 1–21. cpo.
- Alexander von Zemlinsky: Lieder. Gesamtaufnahme. DGG.
- Hector Berlioz: Lieder. DGG
- Lieder von Schubert, Schumann, Liszt, Brahms u. a.

als Dirigent:
- Wolfgang Amadeus Mozart: Klavierkonzerte Nos. 20 & 25. Konzertmitschnitt mit Arturo Benedetti Michelangeli und dem NDR-Sinfonieorchester, Deutsche Grammophon 1989.